# Resolution 160 des UN-Sicherheitsrates
Die Resolution 160 des UN-Sicherheitsrates ist eine Resolution, die der Sicherheitsrat der Vereinten Nationen in der 908. Sitzung am 7. Oktober 1960 einstimmig beschloss. Sie beschäftigte sich mit der Aufnahme Nigerias als neues Mitglied in die Vereinten Nationen.

## Hintergrund
Der Zeitungsbesitzer und Parteiführer Herbert Macaulay entwickelte sich zur führenden Figur eines entstehenden nigerianischen Nationalismus. 1938 erhoben sich erstmals ernstzunehmende Forderungen, Nigeria den Status eines britischen Dominion zu verleihen, es also auf eine Stufe mit Australien oder Kanada zu stellen. Wie in anderen Staaten Afrikas wirkte der Zweite Weltkrieg, an dem auch nigerianische Soldaten auf Seiten der Briten für Freiheit und Demokratie teilnahmen, als Katalysator für Unabhängigkeitsbestrebungen. 1954 wurde Nigeria in vier Regionen unterteilt, die von gewählten Gouverneuren regiert wurden und im Zuge der Dezentralisierung Nigerias ihre Eigenständigkeit erhielten. 1957 wurde in den (süd-)westlichen und (süd-)östlichen Regionen des Landes eine Selbstverwaltung mit einem parlamentarischen System eingeführt. Die Macht der Zentralregierung blieb schwach im Vergleich mit der Autonomie der Regionen. Der Norden lehnte die Einflussnahme der Zentrale überwiegend ab, erst 1959 entschied er sich wie die Regionen des Südens zu einer Selbstregierung auf parlamentarischer Grundlage im Rahmen einer „unabhängigen Föderation Nigeria“.
Auf einer Konferenz im Lancaster House in London waren 1957 und 1958 die Weichen endgültig Richtung Unabhängigkeit gestellt worden. Im Dezember 1959 gab es allgemeine Wahlen zu einem nigerianischen Repräsentantenhaus, bei denen die Mehrheit der Sitze aufgrund der größeren Bevölkerungszahl für den Norden reserviert war. Am 1. Oktober 1960 wurde Nigeria durch einen Gesetzesakt im Britischen Parlament in die Unabhängigkeit entlassen.

## Inhalt
Der Sicherheitsrat gab bekannt, dass er die Aufnahme Nigerias als neues Mitglied der Vereinten Nationen geprüft hat, und empfahl der UN-Generalversammlung einer Aufnahme zuzustimmen.

## Beitritt
Nigeria trat den Vereinten Nationen noch am selben Tag (7. Oktober) bei.